# Distrito de Antananarivo Avaradrano
Antananarivo Avaradrano es un distrito de la región de Analamanga, en la isla de Madagascar, con una población estimada en julio de 2014 de 372 369 habitantes.
Se encuentra ubicado en el centro de la isla, a poca distancia al norte de la capital nacional, Antananarivo.